# Danae caprella
Danae caprella is een keversoort uit de familie zwamkevers (Endomychidae). De wetenschappelijke naam van de soort werd in 1949 gepubliceerd door Strohecker.